# Ken Wilcock
Ken Wilcock wł. Kenneth J. Wilcock (ur. 28 grudnia 1934) – brytyjski lekkoatleta, sprinter, wicemistrz Europy z 1962.
Specjalizował się w biegu na 400 metrów. Największe sukcesy osiągnął w 1961 i 1962. Zdobył srebrny medal w sztafecie 4 × 400 metrów na mistrzostwach Europy w 1962 w Belgradzie. Sztafeta brytyjska biegła w składzie: Barry Jackson, Wilcock, Adrian Metcalfe i Robbie Brightwell.
Był brązowym medalistą mistrzostw Wielkiej Brytanii (AAA) w biegu na 440 jardów w 1961 i 1962. Zakończył wyczynowe uprawianie lekkiej atletyki w 1963.